# 黄薬師
黄薬師（こう やくし、拼音: Huáng Yàoshī）は、金庸の武俠小説『射鵰英雄伝』『神鵰剣俠』に登場する架空の人物。「天下五絶」（五大武術家）のひとりで、大陸の東に浮かぶ 「桃花島」 の主であるため「東邪」の異名を持つ。

## 生涯
武術だけでなく天文、地学、算術、医薬などにも秀でた奇才。しかし、あまりに偏屈な性格ゆえ「東邪」と呼ばれる。弟子の陳玄風と梅超風が「九陰真経」を盗んだときは腹いせに他の弟子の足をへし折ったり、桃花島の召使いすべての舌を切り取り、聴覚も奪うという残虐さも持ち合わせている。
しかし娘の黄蓉とその恋人の郭靖に影響を受け、少しずつ穏やかな性格になっていく。特に弟子たちの足を折って追放したことを悔やんでおり、これも陳玄風と梅超風が恋愛関係にあることを自分に告げられないような性格だったからと悔やんで、黄蓉と郭靖の仲を認めた。黄蓉の結婚後は賑やかになるのを嫌って桃花島を去り、程英や曲霊風の遺児を育成し悠々と生きていた。
『神鵰剣俠』では自分に対し卑屈にならず、堂々とした（武林の先輩に対して失礼とも言える）態度をとった楊過を気に入り、意気投合している。楊過と小龍女との禁断の愛に対し、儒教の立場から漢人はみな反対したが、儒家の教えの偽善さを嫌う黄薬師だけは賛成し後押しした。この際、楊過に対し「小龍女が師匠であるから問題があるのだ。わしの弟子となって、小龍女と他人になってから、改めて小龍女を娶るのはどうか？」と自分の後継者になるよう促してまでいる。
晩年になっても健在で、第三次「華山論剣」で「東邪」の座を保った。

## 武功
天下五絶の一人であることから、武術の腕はかなりのもの。だが、むしろ黄薬師の活躍が目立つのは知識の方。桃花島には五行奇門を張っているため、外敵の侵入はかなり困難。また、全真教の「天罡北斗陣」という集団戦法に苦戦すると、それを打ち破るべく光武帝の雲台二十八将を参考に、「二十八宿大陣」を完成させ、対モンゴルの戦争で活用させた。
弾指神通（だんししんつう）
黄薬師や桃花島の武術家が比較的よく使う武功。曲げた指を勢いよく弾き、攻撃力を増す技。使い道は大きく3通りあり、1つはこれで暗器(小型の飛び道具)を飛ばすこと。第2に相手の武器、特に剣の先端部分に指を当て、武器を弾き飛ばすこと。素手の状態で武器を持った相手に対抗するときによく使っている。第3に、指を直接相手に当ててダメージを与えること。この使い方について楊過は、一灯大師の「一陽指」と同工異曲だ、との感想を持っている。
桃花島の武術家の他、楊過も習得している。楊過の弾指神通の腕前は、黄蓉ですら父・黄薬師と区別がつかないまでに達していた。
五行奇門（ごぎょうきもん）
五行思想や、算術などさまざまな知識を基に行われる特殊技術。黄薬師が住居としている桃花島などには五行奇門が最高のレベルで掛けられているため、案内なしで部外者が島に進入しても迷子になってしまい、決して目的地には近づけないようになっている。
周伯通が桃花島に監禁中、瑛姑が周伯通を救出しようと十年近く算術を学んだが、それでも黄薬師の娘、黄蓉の足元にも届かなかったことで、五行奇門の攻略に絶望を覚えている。
黄薬師の他は、娘の黄蓉や弟子の程英などが、全体のうちのある程度を習得している。桃花島に掛かっているレベルのものでなくとも、旅の途中、石を配置して簡易版の五行奇門を作ることが可能。神鵰剣俠においては、黄蓉が生後数ヶ月の郭襄を獣などから守るため、蔦や枝で郭襄のみを包むサイズ、超小型の五行奇門を作っている。

## 家系図
|        |        |        |        | 郭盛   |        |        |        |        |        |      |      |      |      |      |      |      |      |      |      |        |        |        |        |        |        |        |        |        |        |      |      |      |      |
|        |        |        |        |        |        |        |        |        |        |      |      |      |      |      |      |      |      |      |      |        |        |        |        |        |        |        |        |        |        |      |      |      |      |
|        |        |        |        |        |        |        |        |        |        |      |      |      |      |      |      |      |      |      |      |        |        |        |        |        |        |        |        |        |        |      |      |      |      |
|        |        |        |        | 郭嘯天 | 郭嘯天 | 郭嘯天 | 郭嘯天 | 郭嘯天 | 郭嘯天 |      |      | 李萍 | 李萍 | 李萍 | 李萍 | 李萍 | 李萍 |      |      | 黄薬師 | 黄薬師 | 黄薬師 | 黄薬師 | 黄薬師 | 黄薬師 |        |        | 馮衡   | 馮衡   | 馮衡 | 馮衡 | 馮衡 | 馮衡 |
|        |        |        |        | 郭嘯天 | 郭嘯天 | 郭嘯天 | 郭嘯天 | 郭嘯天 | 郭嘯天 |      |      | 李萍 | 李萍 | 李萍 | 李萍 | 李萍 | 李萍 |      |      | 黄薬師 | 黄薬師 | 黄薬師 | 黄薬師 | 黄薬師 | 黄薬師 |        |        | 馮衡   | 馮衡   | 馮衡 | 馮衡 | 馮衡 | 馮衡 |
|        |        |        |        |        |        |        |        |        |        |      |      |      |      |      |      |      |      |      |      |        |        |        |        |        |        |        |        |        |        |      |      |      |      |
|        |        |        |        |        |        |        |        | 郭靖   | 郭靖   | 郭靖 | 郭靖 | 郭靖 | 郭靖 |      |      |      |      |      |      |        |        |        |        | 黄蓉   | 黄蓉   | 黄蓉   | 黄蓉   | 黄蓉   | 黄蓉   |      |      |      |      |
|        |        |        |        |        |        |        |        | 郭靖   | 郭靖   | 郭靖 | 郭靖 | 郭靖 | 郭靖 |      |      |      |      |      |      |        |        |        |        | 黄蓉   | 黄蓉   | 黄蓉   | 黄蓉   | 黄蓉   | 黄蓉   |      |      |      |      |
|        |        |        |        |        |        |        |        |        |        |      |      |      |      |      |      |      |      |      |      |        |        |        |        |        |        |        |        |        |        |      |      |      |      |
|        |        |        |        |        |        |        |        |        |        |      |      |      |      |      |      |      |      |      |      |        |        |        |        |        |        |        |        |        |        |      |      |      |      |
| 耶律斉 | 耶律斉 | 耶律斉 | 耶律斉 | 耶律斉 | 耶律斉 |        |        | 郭芙   | 郭芙   | 郭芙 | 郭芙 | 郭芙 | 郭芙 |      |      | 郭襄 | 郭襄 | 郭襄 | 郭襄 | 郭襄   | 郭襄   |        |        | 郭破虜 | 郭破虜 | 郭破虜 | 郭破虜 | 郭破虜 | 郭破虜 |      |      |      |      |
| 耶律斉 | 耶律斉 | 耶律斉 | 耶律斉 | 耶律斉 | 耶律斉 |        |        | 郭芙   | 郭芙   | 郭芙 | 郭芙 | 郭芙 | 郭芙 |      |      | 郭襄 | 郭襄 | 郭襄 | 郭襄 | 郭襄   | 郭襄   |        |        | 郭破虜 | 郭破虜 | 郭破虜 | 郭破虜 | 郭破虜 | 郭破虜 |      |      |      |      |

## 演じた俳優
映画
- シー・キエン：『射鵰英雄伝』 1958年
- クウ・クワンツォン：『射鵰英雄伝』 1977年
- レスリー・チャン：『大英雄』（原題：『射鵰英雄傳之東成西就』） 1993年・・・『楽園の瑕』の撮影が遅れ公開日に公開する目途が立たなかったため、急遽撮影されたコメディ映画。
- レオン・カーフェイ：『楽園の瑕』（原題：『東邪西毒』） 1994年・・・若き日の黄薬師と欧陽鋒を主役にした外伝的作品。
- イェン・イークァン：『レジェンド・オブ・クロー 九陰白骨爪』（原題：射鵰英雄伝之九陰白骨爪） 2021年・・・梅超風の前日譚を描いたスピンオフ。

テレビドラマ
『射鵰英雄伝』
- 陳惠敏：『射鵰英雄伝』 佳芸電視 香港 1976年
- ケネス・ツァン：『射鵰英雄伝』 TVB 香港 1983年
- デビッド・チャン：『射鵰英雄伝之九陰真経』 TVB 香港 1994年
- 駱應鈞：『射鵰英雄伝』 TVB 香港 1994年
- チャオ・ペイチャン：『射鵰英雄伝』 中央電視台（CCTV） 中国 2003年
- アンソニー・ウォン：『射鵰英雄伝』 香港 2008年
- ミウ･キウワイ：『射鵰英雄伝 レジェンド・オブ・ヒーロー』 中国 2017年

『神鵰剣俠』
- 陳惠敏：『神鵰俠侶』 佳芸電視 香港 1976年
- ケネス・ツァン：『神鵰俠侶』 無綫電視（TVB） 香港 1984年
- 姜大川：『神鵰俠侶』 台湾中視（CTV） 1984年
- 駱應鈞：『神鵰俠侶』 TVB 香港 1995年
- 陳樹承：『神鵰俠侶』 メディアコープ シンガポール 1998年
- ユー・チェンフイ：『神鵰侠侶』  中央電視台（CCTV） 中国 2006年